# McMahon-Helmsley Faction
 (mars 2021).
 (mars 2021).
Si vous disposez d'ouvrages ou d'articles de référence ou si vous connaissez des sites web de qualité traitant du thème abordé ici, merci de compléter l'article en donnant les références utiles à sa vérifiabilité et en les liant à la section « Notes et références ».
 (juin 2011).
Le McMahon-Helmsley Faction (aussi appelé McMahon-Helmsley Regime ou encore McMahon-Helmsley Era) est un clan de catcheurs heel formé à la fin de l’année 1999 à la World Wrestling Federation, du fait de l'alliance entre la D-Generation X et la The Corporation. Il fait suite à un affront entre Vince McMahon et Triple H, provoqué par Stéphanie McMahon-Helmsley (la fille du propriétaire).
Les catcheurs membres de ces clans se sont séparés durant l’année 2002.

## Origines
Le groupe débuta avec la victoire de Triple H contre le propriétaire de la WWF Vince McMahon à Armageddon en décembre 1999. Ce match était le point culminant d'une rivalité entre Triple H et ses alliés, D-Generation X, Vince McMahon et ses associés, ainsi que le reste de The Corporation. 
Auparavant, dans une édition de RAW is WAR, la fille de Vince, Stephanie McMahon, s'était mariée en direct à l'écran avec son fiancé Test. La cérémonie fut arrêtée quand HHH montra sur grand écran une vidéo de Stephanie droguée se mariant avec lui (HHH) dans une chapelle de Las Vegas. 
À Armageddon 1999, HHH a combattu Vince. L'enjeu était le suivant : si HHH l'emportait, alors il recevait un match de championnat à RAW. Mais si Vince était victorieux, Triple H devait alors annuler son mariage. 
Les deux ont réglé leurs comptes dans un No Holds Barred Match d'une durée d'une demi-heure. 
Malgré son manque d'expérience sur un ring, Vince McMahon, prit l'avantage sur Triple H. Stephanie se retourna contre son père au cours du match et assura la victoire de son nouveau mari. La nuit suivant Armageddon, HHH annonça le début de l'Ère McMahon-Helmsley. La victoire de HHH pour le WWF Championship peu de temps après, ajouté à la domination de Road Dogg et Billy Gunn dans la division par équipe, a aidé à la domination de la Faction. Avec Vince blessé, Linda et Shane McMahon absents, Stephanie restait la seule détentrice du pouvoir, elle et HHH assumaient donc le contrôle entier des commandes de la WWF.

## Intention
La faction intervenait dans des matchs pour le titre, avec l'intention que Triple H les perde, soit en causant une disqualification, soit en attaquant l'adversaire de Triple H dans le dos de l'arbitre. Le groupe a aussi permis à Stephanie McMahon de remporter et conserver le Women's Championship, et a assisté X-Pac dans sa rivalité contre Kane.
Des superstars comme Jeff Hardy devenaient des cibles du groupe. Matt Hardy ayant été blessé auparavant, le groupe s'est donné pour mission de l'handicaper afin que les deux soient blessés. D'autres, comme Undertaker,The Big Show, Test, Rikishi, Kane (qui deviendra plus tard Heel en attaquant son frère Undertaker), Chris Benoit (qui devint rapidement Heel en trahissant Foley avec The Radicalz pour avoir leurs contrats), Funaki et Too Cool étaient aussi les cibles de la faction.
Cependant, avant la dissolution du groupe, l'Undertaker revint pour les attaquer aux "Judgement Day 2000", afin d'aider The Rock (alors Champion de la WWF). Triple H gagna finalement le titre.
Micheals dit qu'il avait attaqué Triple H, ce qui causera la perte du titre à The Rock.

## Opposition
Le groupe était immédiatement opposé à Mankind, qui apparaissait à RAW pour dire à HHH et Stephanie qu'il pensait que l'Ère McMahon-Helmsley « craint ». The Rock venait à sa défense, mais Triple H les forçaient à s'affronter tous les deux dans un match où le perdant serait viré. The Rock l'emportait, bien qu'il ne fût pas heureux, et Mankind était viré. Le clan a aussi essayé de virer le Rock en vain.
Le 10 janvier 2000, dans une édition de RAW, The Rock et la majeure partie des vestiaires de la WWF entourait le ring (la plupart ont été cible de la DX), et menaçaient de « débouler sur le postérieur de HHH » si Mankind n'était pas réintégré. Au pied du mur, Stephanie et HHH n'avaient pas d'autres choix.
Au Royal Rumble 2000, Mankind (catchant maintenant en « Cactus Jack ») était battu par HHH dans un Street Fight. The Rock remporta le Royal Rumble Match. À No Way Out 2000, Cactus Jack perdait un match Hell in a Cell face à Triple H dans lequel il mettait sa carrière en jeu, et était obligé de prendre sa retraite. Pendant ce temps, The Rock était battu par The Big Show après une intervention de Shane McMahon, perdant son match de championnat à WrestleMania 2000 au profit du Big Show. The Rock ensuite défiait Big Show à un match où s'il gagnait il récupérait son match de championnat, mais où une défaite voudrait dire qu'il devrait prendre sa retraite, mais avec Shane McMahon qui devenait l'arbitre spécial. The Rock était victorieux après que Vince McMahon, de retour, ait frappé Big Show et Shane, et donné le compte de trois en faveur du Rock. Linda McMahon faisait ensuite du main event de WrestleMania 2000 un Fatal Four Way Elimination match entre The Rock, Big Show, Triple H et Mick Foley, sorti de sa retraite pour vivre son rêve (kayfabe) d'être dans un main event de WrestleMania. Chaque participant avait un McMahon dans son coin.
A WrestleMania 2000 Big Show (porté dans toutes les prises de finition : Double-arm-DDT, Pedigree, et Rock Bottom) et Mick Foley (pedigré deux fois, la deuxième sur une chaise) étaient rapidement éliminés, alors que Shane, Stephanie et Vince se battaient entre eux. Alors que The Rock se préparait à faire le tombé sur Triple H, Vince McMahon se retournait contre le Rock et assurait une victoire pour HHH. Vince affirmait que soutenir Triple H était le seul moyen de se réconcilier avec sa fille, et donc d'accepter Triple H comme son gendre. Shane abandonnait le Big Show par la suite, se rangeant aussi derrière Triple H.
Les mois suivants, la McMahon-Helmsley Faction affrontait l'opposition de catcheurs différents, incluant le Rock, Steve Austin, The Undertaker, Kane, Les Dudley Boyz, Chris Jericho, Too Cool (Scotty Too Hotty et Grand Master Sexay), Steve Blackman et Rikishi. Mick Foley devenait Commissionaire de la WWF mi-2000 et s'impliquait dans le combat face à la Faction. Le commentateur Jim Ross était aussi une critique verbale envers la Faction.
Triple H était un champion dominant pendant la première moitié de l'année 2000, mais il perdait le titre Mondial deux fois face au Rock. La première défaite était à Backlash 2000, quand Stone Cold Steve Austin le mettait au sol avec un coup de chaise et que Linda McMahon réintègre l'arbitre Earl Hebner, que Triple H a viré plus tôt pour réaliser le compte de trois. Son deuxième revers était au King of the Ring 2000, quand lui, Vince et Shane défendaient le titre dans un match par équipe à six contre Kane, The Undertaker et The Rock. Vince espérait que les aspirations au titre de chacun les obligeraient à se battre entre eux, lui permettant ainsi de régner en maître, mais ses plans étaient tombés à l'eau quand le Rock réalisait le tombé sur Vince pour la victoire.

## Dissolution
Le retour de Steve Austin en octobre 2000 a aidé au démantèlement du groupe. À la fin 2000, avec le départ de Road Dogg de la WWF, Billy Gunn retournait en face et X-Pac blessé, le clan était largement oublié. Cependant, l'année suivante vu Austin devenir Heel et joindre HHH et Vince McMahon. Bien que cela ne faisait pas partie officiellement de l'Ère McMahon-Helmsley, il permettait à HHH de rester au sommet de la WWF. Le groupe arrivait à sa fin quand HHH était mis de côté à la suite d'une blessure, et à la suite du focus sur les storylines de l'Invasion par l'Alliance.
Début 2002, HHH et Stephanie mettaient fin à leur relation à l'écran, ce qui mettait fin définitivement à la McMahon-Helmsley Era. Après des mois de frictions, Stephanie essayait de simuler une grossesse (kayfabe) pour garder HHH, qui vut alors la supercherie et la quitta alors en pleine réconciliation. Le « divorce » a lui aussi marqué la fin de toutes les équipes « Corporate ».
La connexion entre HHH et Stephanie avait un remous lors de la Brand Extension mi-2002, quand HHH était « libre de tout contrat », et Stephanie, qui était devenue General Manager de SmackDown, rentrait en compétition avec le GM de RAW, Eric Bischoff, pour les services du Game. Selon ses propres mots, HHH disait qu'il avait à choisir entre un « sale con arrogant » et une « salope au sang froid ». Premièrement, il choisissait Stephanie, comme il savait déjà ce dont elle était capable, mais Shawn Michaels revenait, et a convaincu HHH d'aller à RAW pour ainsi reformer la D-Generation X. Cette réunion était une faillite alors que HHH trahissait rapidement Michaels. C'était pendant la promo qui révélait que le « divorce » de HHH et Stephanie était finalisé, Stephanie révélant qu'elle a signé les papiers ce jour-ci.
HHH et Stephanie ont entamé une relation qui a amené à un mariage en octobre 2003. En ce qui concerne la vraie grossesse de Stephanie en 2006 avec leur premier enfant, HHH (qui s'est depuis réuni avec Shawn Michaels) faisait des blagues à l'écran en disant « qui peut bien être ce père » qui « doit être un étalon », et D-X qui jouait des tours à Vince McMahon en lui faisant quitter une aréna après lui avoir fait croire que sa fille accouchait.
Le clan est remémoré pour le mélange de kayfabe et de vrai sur le pouvoir dans les coulisses qu'exerçait HHH à l'écran (et en dehors) et de ses relations avec la famille McMahon. Ceci amenait à des victoires « sans précédent » à Wrestlemania et à une domination dans le main event à la suite d'un booking en faveur de Triple H.

## Sub-groups
| Nom             | Membres                                                             | Type     |
| --------------- | ------------------------------------------------------------------- | -------- |
| Corporation     | Gerald Brisco Pat Patterson Shane McMahon Vince McMahon             | Quartet  |
| D-Generation X  | Billy Gunn Road Dogg Stephanie McMahon-Helmsley Tori Triple H X-Pac | Faction  |
| McMahons        | Shane McMahon Stephanie McMahon-Helmsley Vince McMahon              | Trio     |
| New Age Outlaws | Billy Gunn Road Dogg                                                | Tag-team |
| Stooges         | Gerald Brisco Pat Patterson                                         | Tag-team |

## Palmarès
- World Wrestling Federation/World Wrestling Entertainment
  - WWF Tag Team Championship[7]
    - New Age Outlaws : (8 novembre 1999-No Way Out 2000)[8]

  - WWF Women's Championship[9]
    - Stephanie McMahon-Helmsley : (28 mars 2000-21 août 2000)[10]

  - WWF Championship[11]
    - Triple H : (3 janvier 2000-Backlash 2000)[12](Judgment Day 2000-King of the Ring 2000)[13]

  - WWF Hardcore Championship
    - Gerald Brisco : (16 mai 2000-12 juin 2000) (19 juin 2000)
    - Pat Patterson : (19 juin 2000-25 juin 2000)

  - King of the Ring
    - Billy Gunn (1999)
- Liste des prix du Wrestling Observer Newsletter
  - Rivalité de l'année : Triple H vs Mick Foley (2000)
  - Catcheur de l'année : Triple H (2000)
- Pro Wrestling Illustrated
  - PWI 500 : Triple H (2000)
  - Catcheur (le plus détesté) de la décennie : Triple H (2000-2009)
  - Rivalité de l'année : Triple H vs Kurt Angle (2000)